# Sitio de Rodas (1480)
El sitio de Rodas de 1480 fue un evento militar llevado a cabo sobre la isla de Rodas por parte de la armada otomana que tenía como finalidad arrebatar el control de la isla, situada frente a la costa de la actual Turquía de manos de los Caballeros de Rodas, una de las Órdenes Militares nacidas en las Cruzadas.

## Antecedentes
Después de la pérdida de San Juan de Acre en 1291, los Caballeros Hospitalarios se conformaron quedándose unos años en  Chipre y conquistando la isla de Rodas al Imperio Bizantino entre 1307 y 1311. La Orden creó una poderosa armada, conservando con ella una serie de guarniciones en las islas del Dodecaneso. Mientras tanto, el Imperio Otomano se iba expandiendo, y la presencia de los Hospitalarios en Asia Menor era considerada una amenaza por parte del sultán otomano. Los primeros intentos de conquista por parte de los otomanos (en 1440 y 1444) no tuvieron éxito. Tras la Caída de Constantinopla, no obstante, los otomanos se hallaban con más capacidad para realizar operaciones militares en el Mediterráneo.
En 1470, la isla de Tilos fue evacuada en previsión de un posible ataque turco, y en 1475 se produjo la retirada de la isla de Jalki. Tras firmar la paz con la Señoría de Venecia en 1479, su principal rival en el este del Mediterráneo, los turcos aprovecharon para redirigir sus fuerzas contra otros enemigos de la zona, como los caballeros de Rodas, que venían reforzando sus defensas desde 1478. 

## Desarrollo del sitio
El 23 de mayo de 1480 una flota de 160 barcos apareció frente a Rodas, bajo el mando de Gedik Ahmed Bajá. Los defensores se hallaban bajo el mando de Pierre d'Aubusson, en su cargo de Gran maestre de la Orden de San Juan de Jerusalén. Los turcos se dedicaron a realizar un cañoneo de la fortaleza, y el 9 de junio lanzaron un ataque con infantería, que fue rechazado por los asediados, que se dedicaron a construir una segunda línea de defensa interior en previsión de que la primera fuera rebasada. 

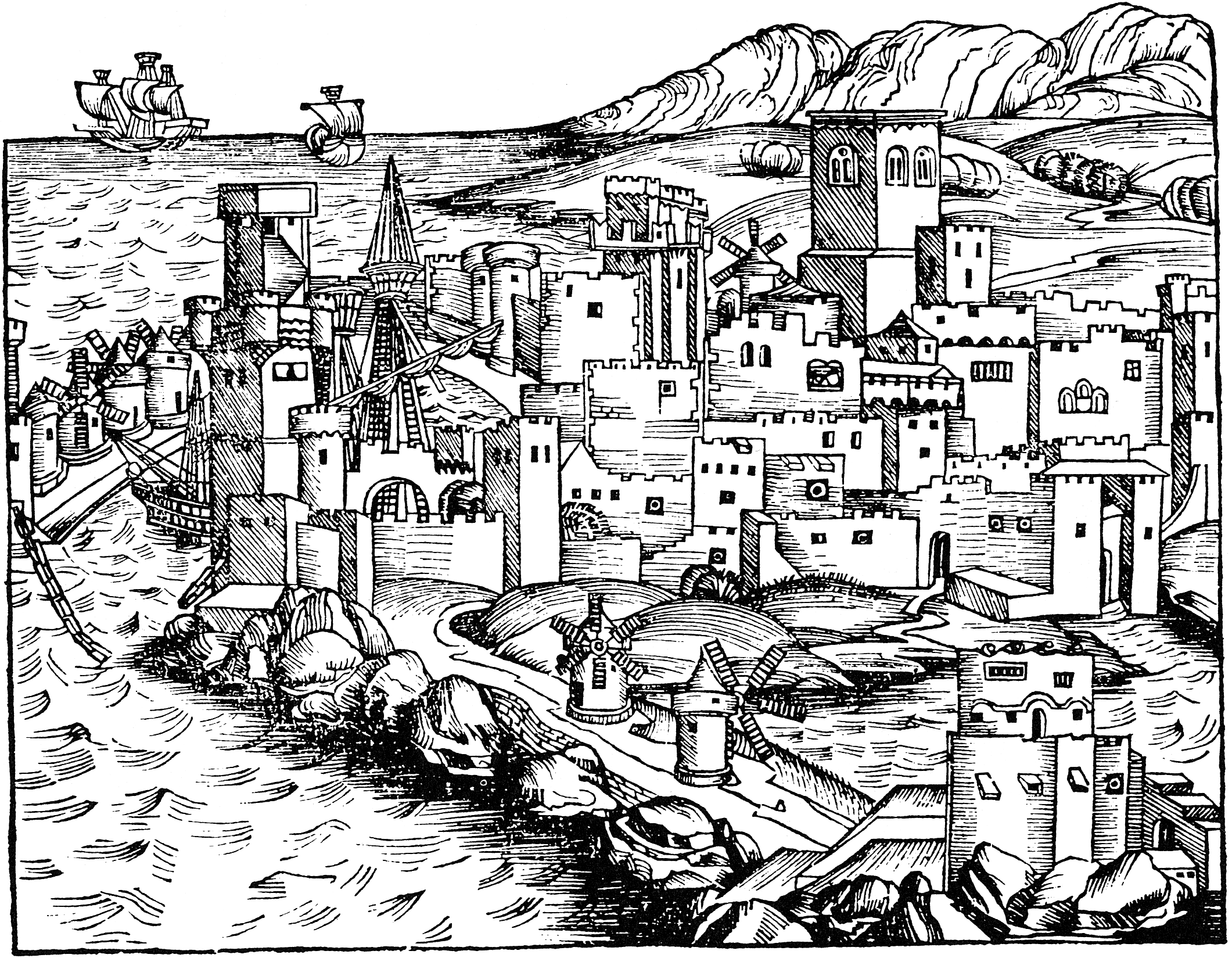
Rodas hacia 1490

El 27 de julio, los otomanos lanzaron un nuevo ataque, esta vez, contra la torre de Italia, consiguiendo 2.500 jenízaros penetrar en la ciudad, pero tras tres horas de combate y padecer numerosas bajas, se retiraron. Tras este rechazo, los caballeros acometieron una salida de la plaza, llegando a penetrar en el campamento turco y provocando la retirada de estos.
El 17 de agosto, la flota turca desistió del asedio de Rodas

## Asedio de Otranto
Como parte de esta campaña, la flota turca - dejando un contingente de tropas en tierra manteniendo el asedio de Rodas - partió rumbo al Reino de Nápoles donde tomaron la ciudad de Otranto el 11 de agosto. Otranto fue liberada en septiembre de 1481 por tropas pontificias y napolitanas, antes de la llegada de la flota que los Reyes Católicos enviaron. 